# Musée de l'Abbaye (Saint-Claude)

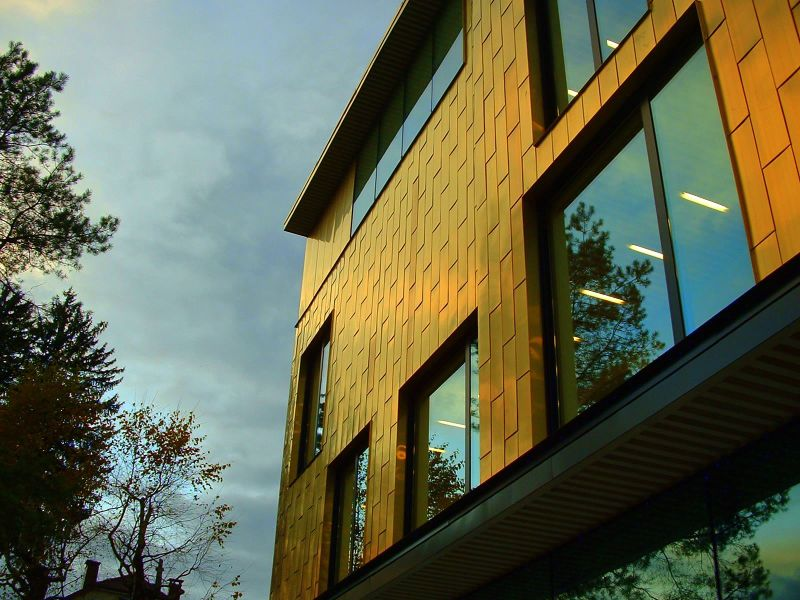
Façade du Musée de l'Abbaye (Saint-Claude, Jura), côté rivière

Le Musée de l'Abbaye (Donations Guy Bardone / René Genis) à Saint-Claude (Jura) est un musée situé à l'emplacement de l'ancien palais abbatial de l'abbaye de Saint-Claude. Inauguré en 2008, il propose une collection de tableaux et de dessins allant de la fin du XIXe siècle à la fin des années 1980, ainsi qu'un espace consacré aux vestiges archéologiques de l'ancienne abbaye de Saint Claude. Il propose enfin des expositions temporaires consacrées à l'art moderne et l'art contemporain.

## Historique
À la suite de fouilles archéologiques commencées en 1993 dans le cadre de l'évaluation du patrimoine archéologique urbain, des vestiges de l'ancienne abbaye de Saint-Claude sont mis au jour et étudiés, afin de permettre le classement du site aux Monuments Historiques. Les sous-sols et trois bâtiments qui constituaient l'ancienne abbaye sont inscrits à l'inventaire supplémentaire des Monuments Historiques le 6 juillet 1995 et la ville de Saint-Claude décide de racheter l'immeuble afin d'y créer un musée dans lequel elle pourrait abriter les donations effectuées par les peintres Guy Bardone et René Genis. En 2004, le Musée reçoit l'appellation « Musée de France » et le bâtiment est classé Monument Historique.
Après les travaux de réhabilitation et de construction effectués à partir de 2006 par les architectes Adelfo Scaranello (bâtiment général) et Paul Barnoud (pour la partie archéologique), le Musée est inauguré le 25 octobre 2008,.

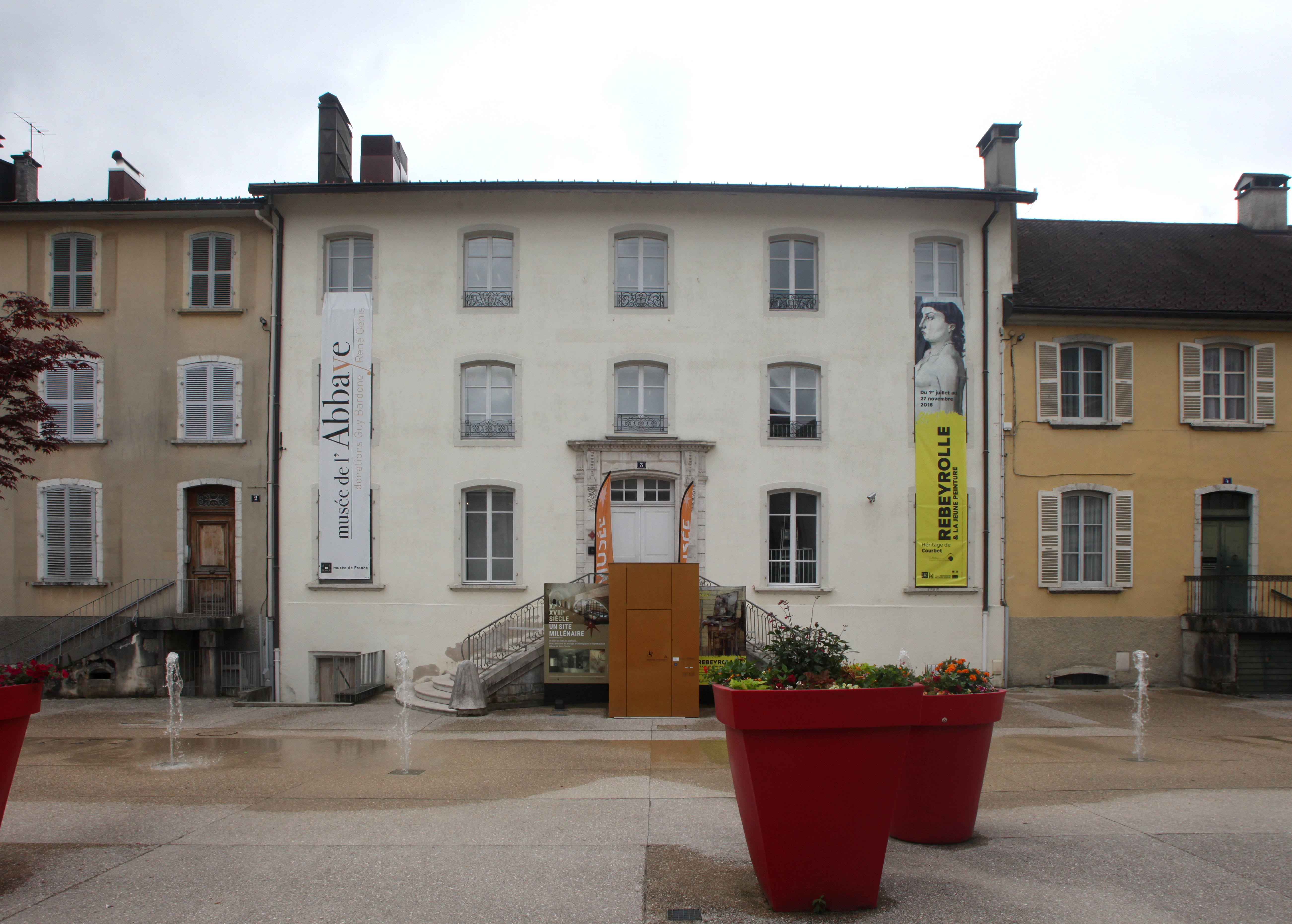
Façade nord et entrée.
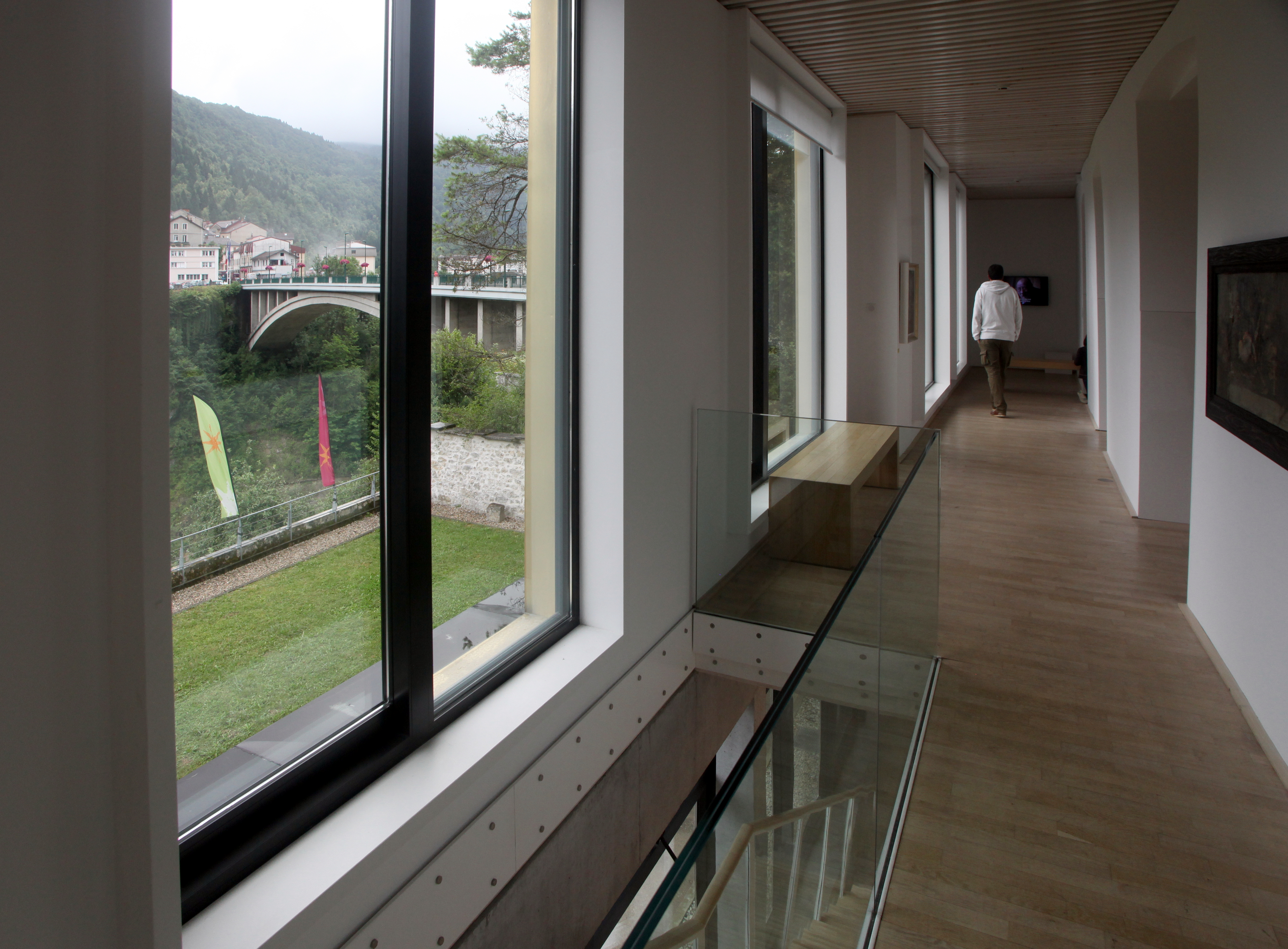
Intérieur du musée.
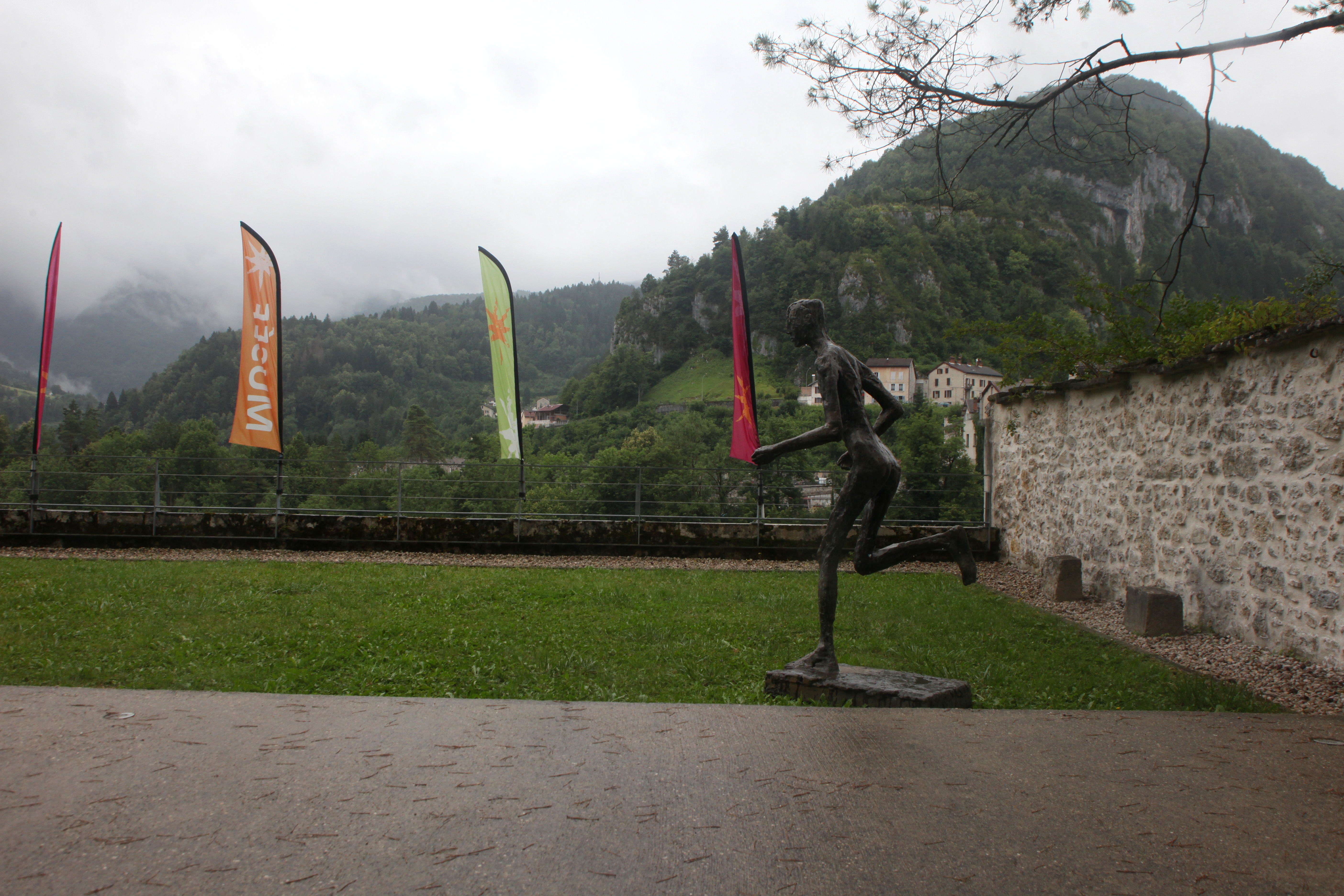
Vue sur le jardin.
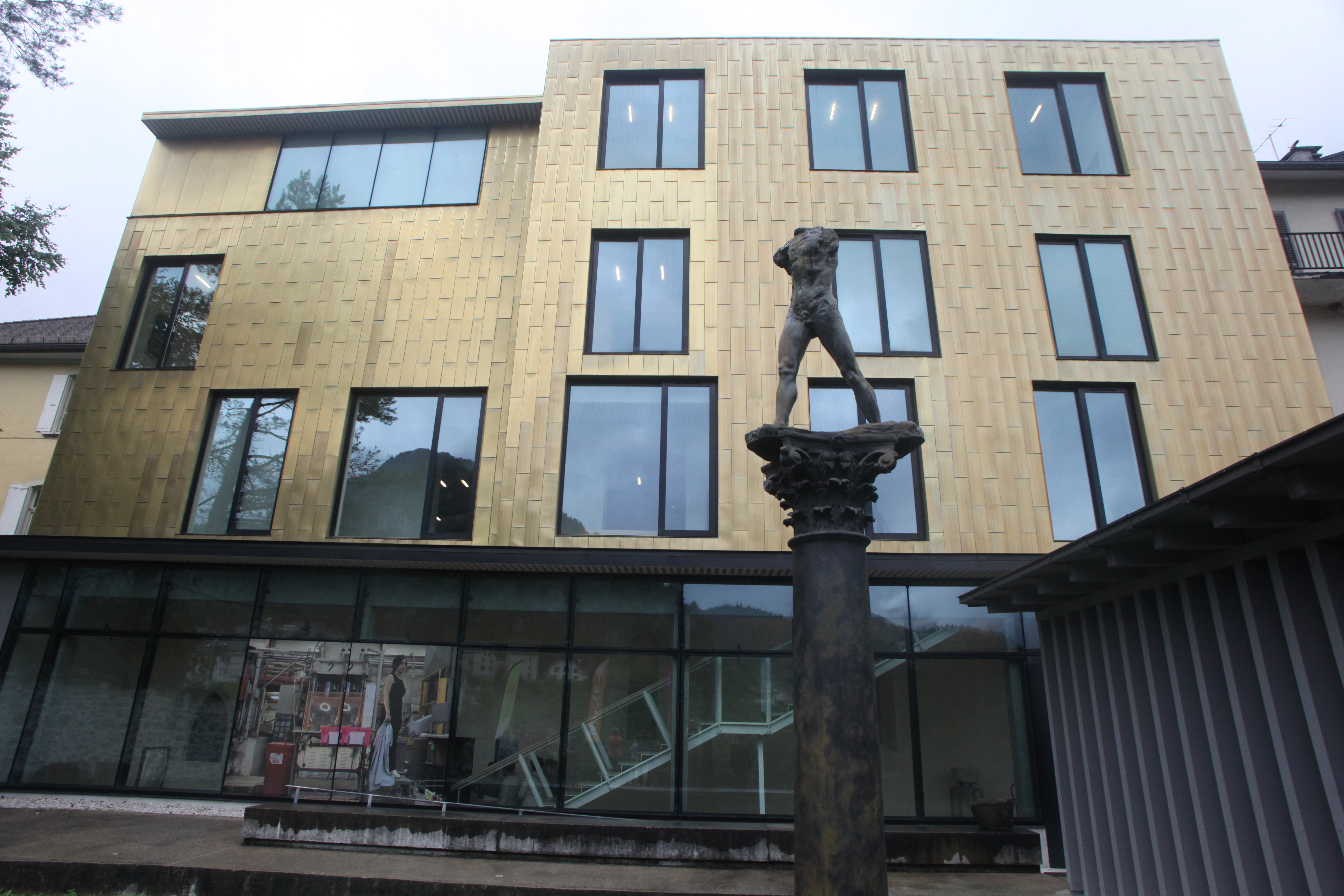
Façade sud.
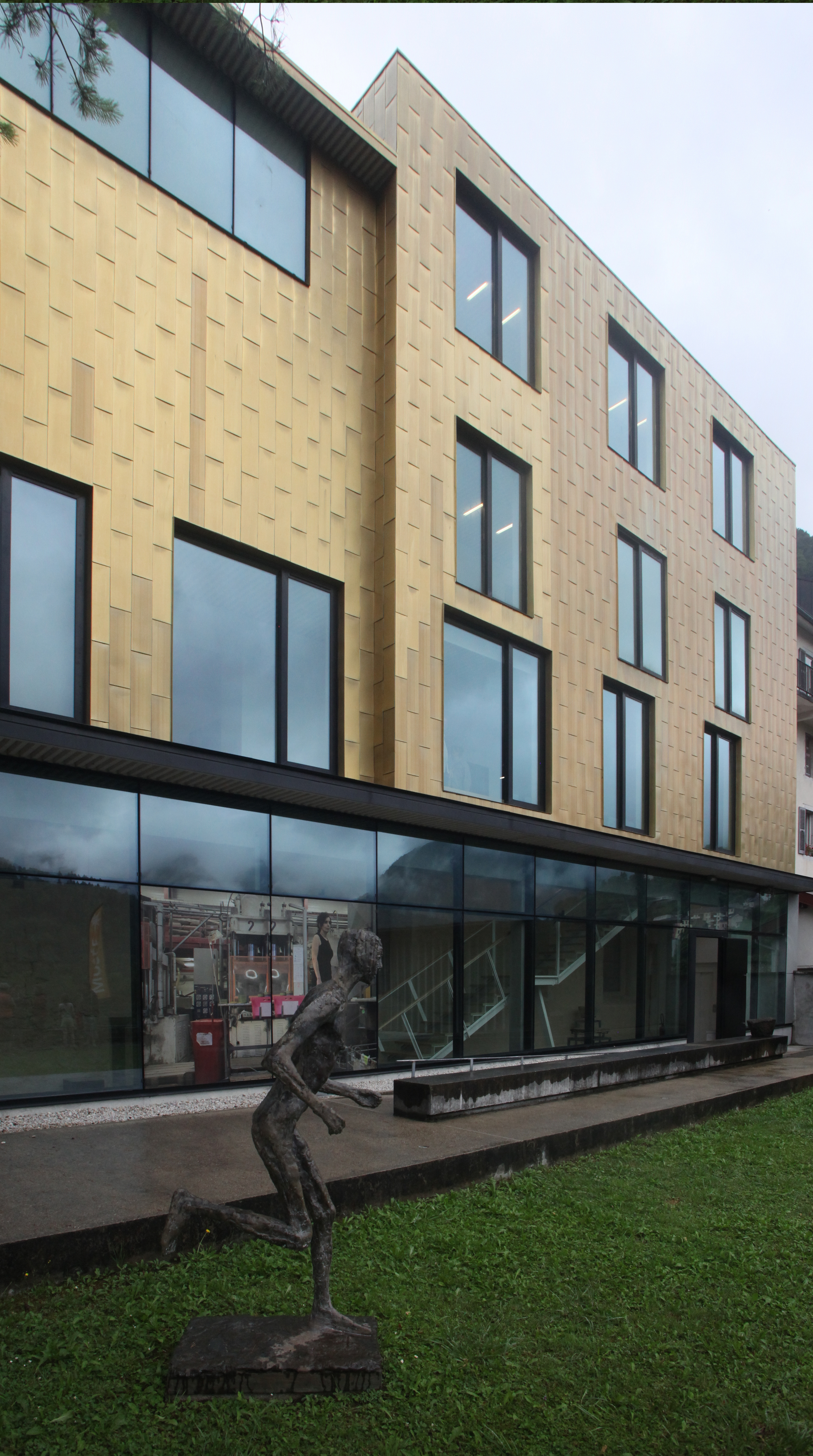
Façade sud.

## Description
Au sous-sol du Musée se trouvent les vestiges archéologiques de l'ancien palais abbatial, à savoir deux chapelles médiévales reliées par un vestibule, Notre-Dame-des Morts (XIIe siècle) et Claude-Venet (peintures murales du XVe siècle), ainsi que les restes d'un cloître du XIe siècle et des caves abritant des tombes maçonnées.

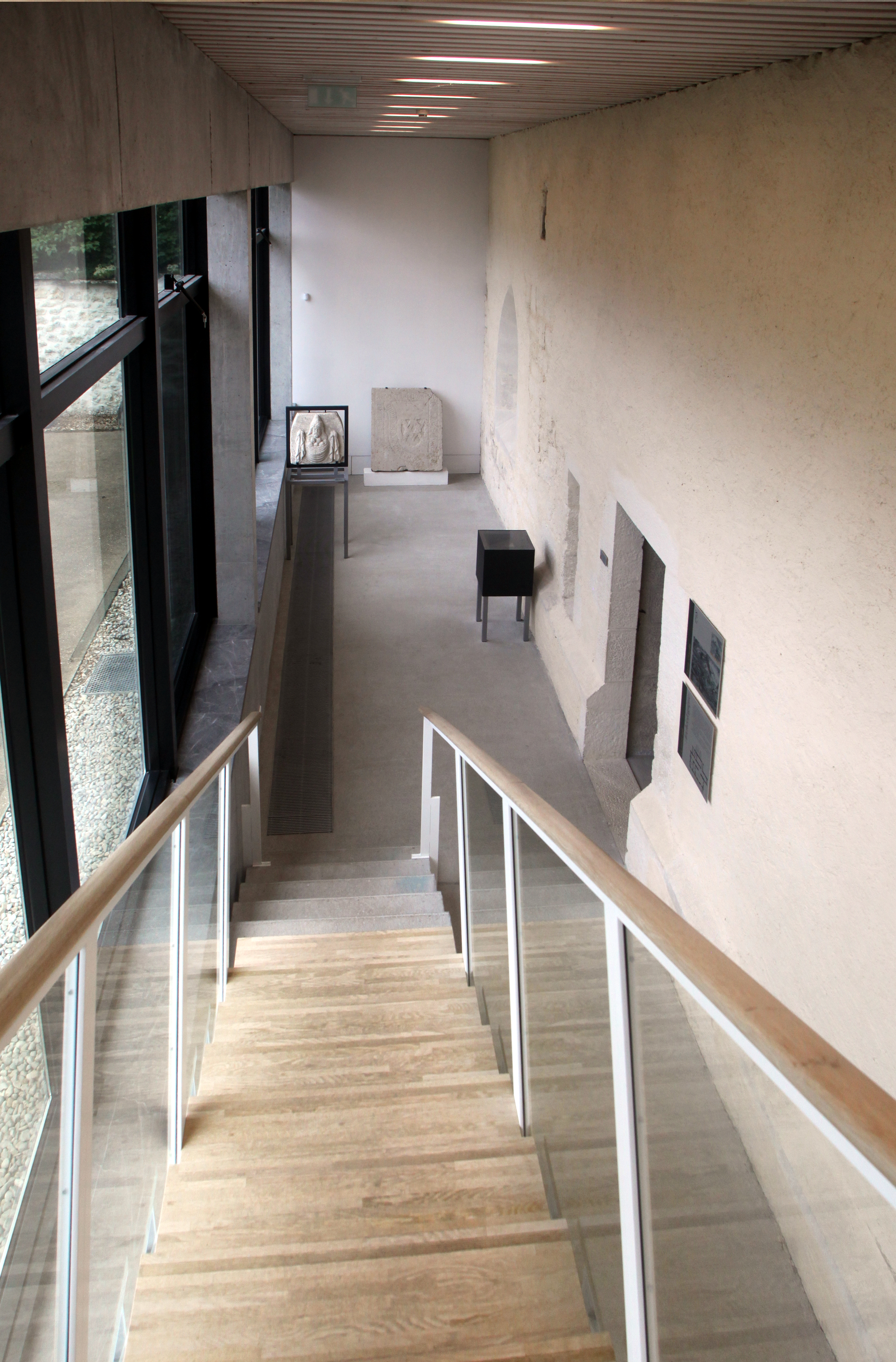
Accès au sous-sol.
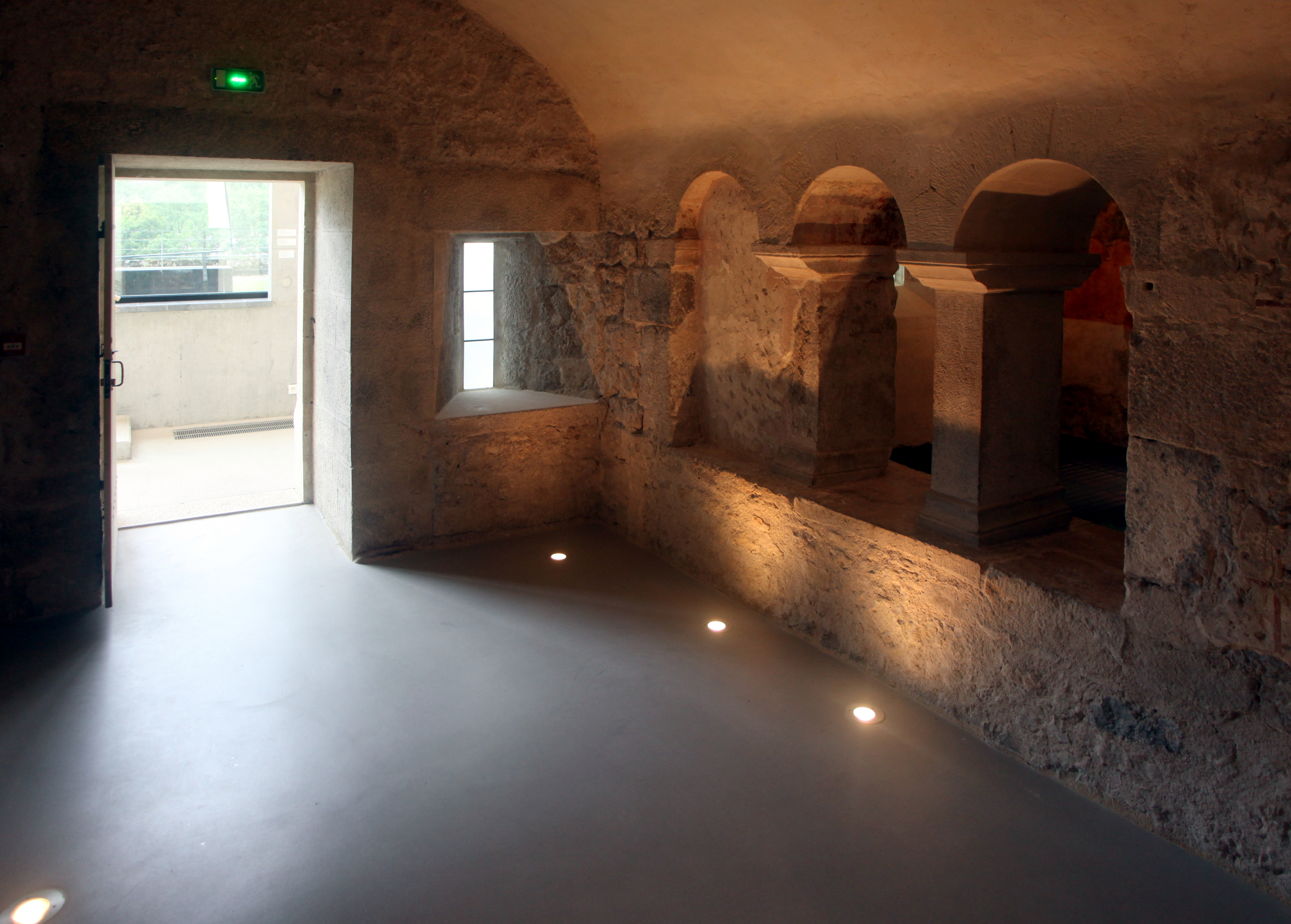
Vestibule.
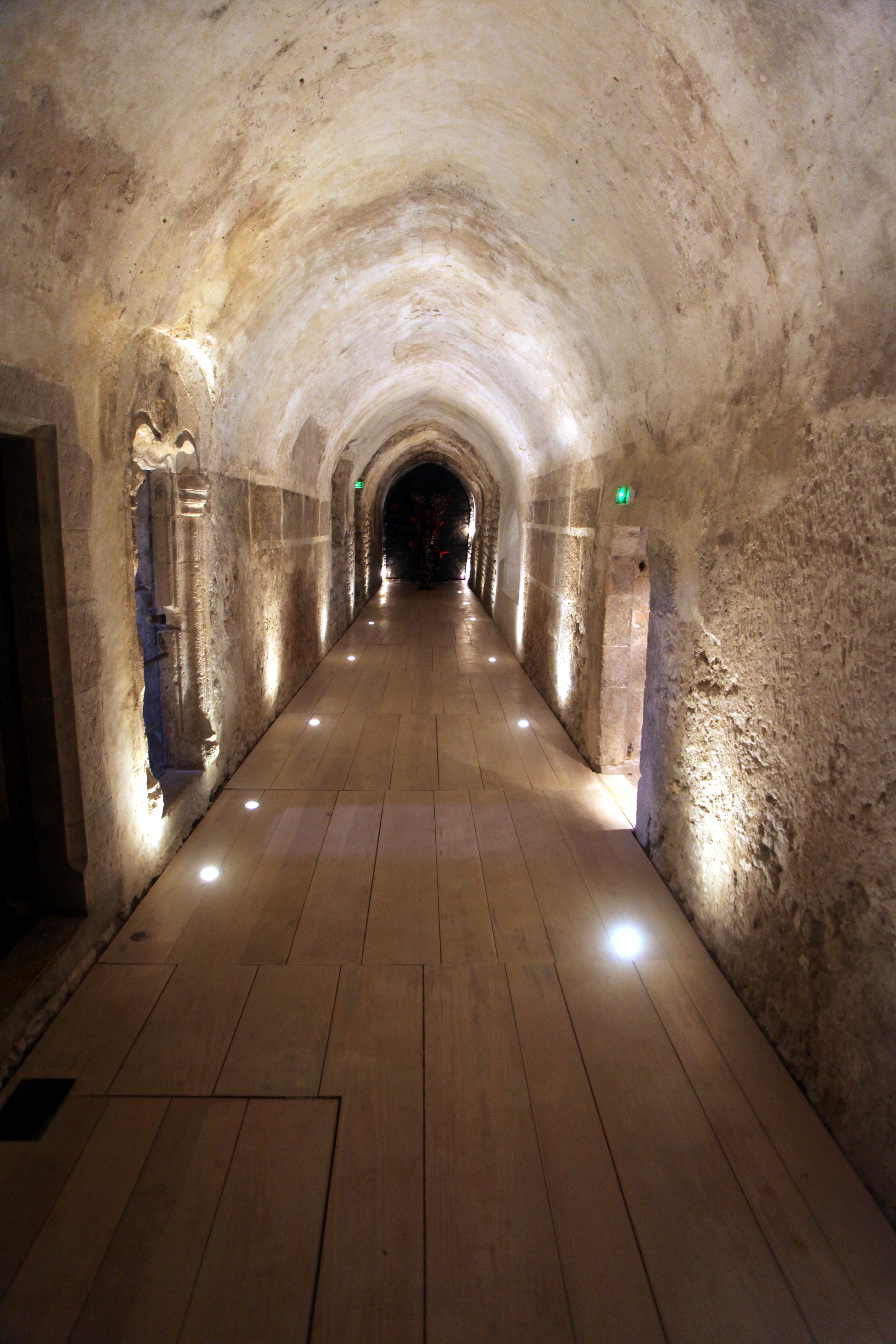
Cloître.
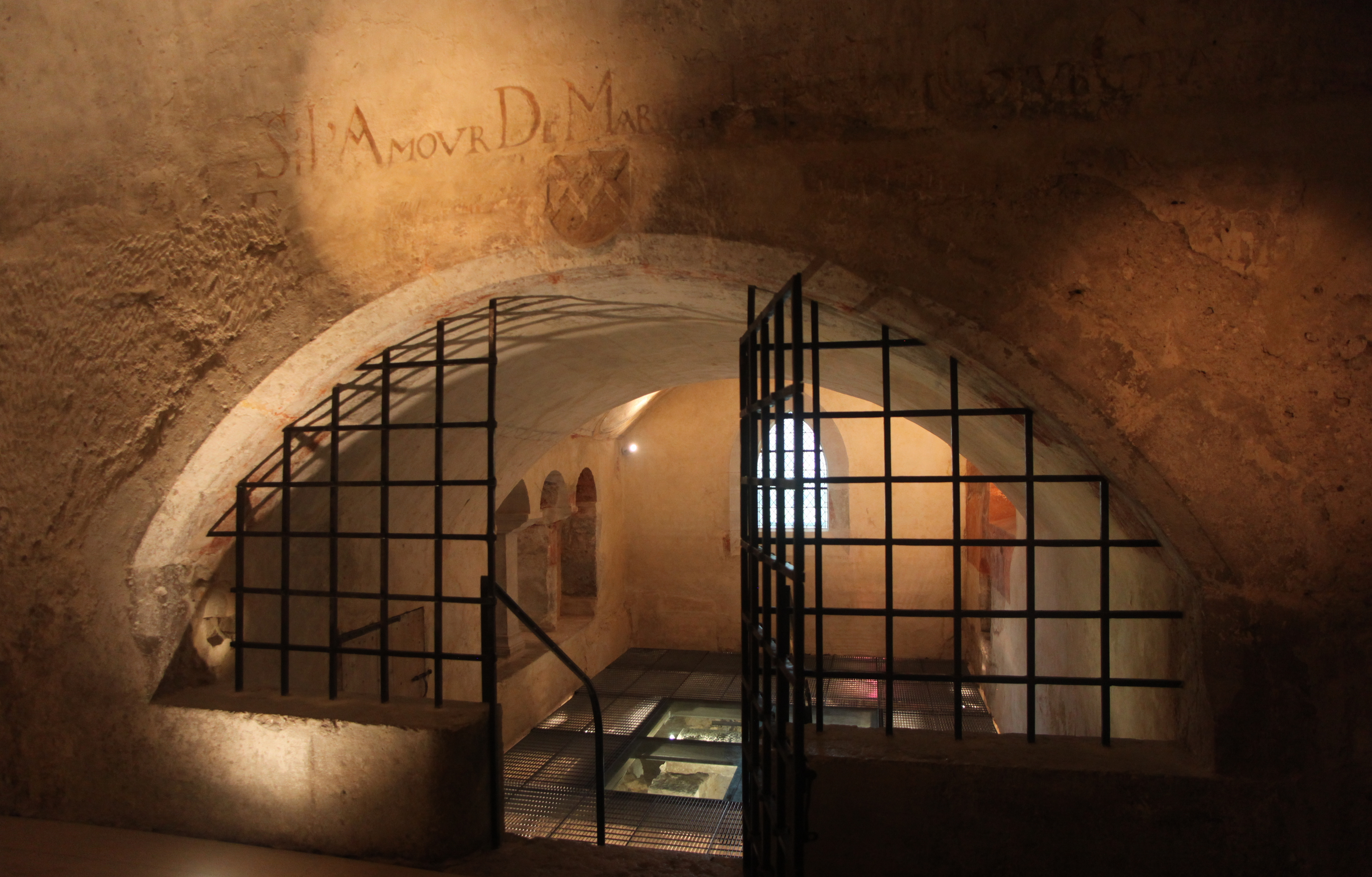
Entrée de la chapelle de Claude Venet.
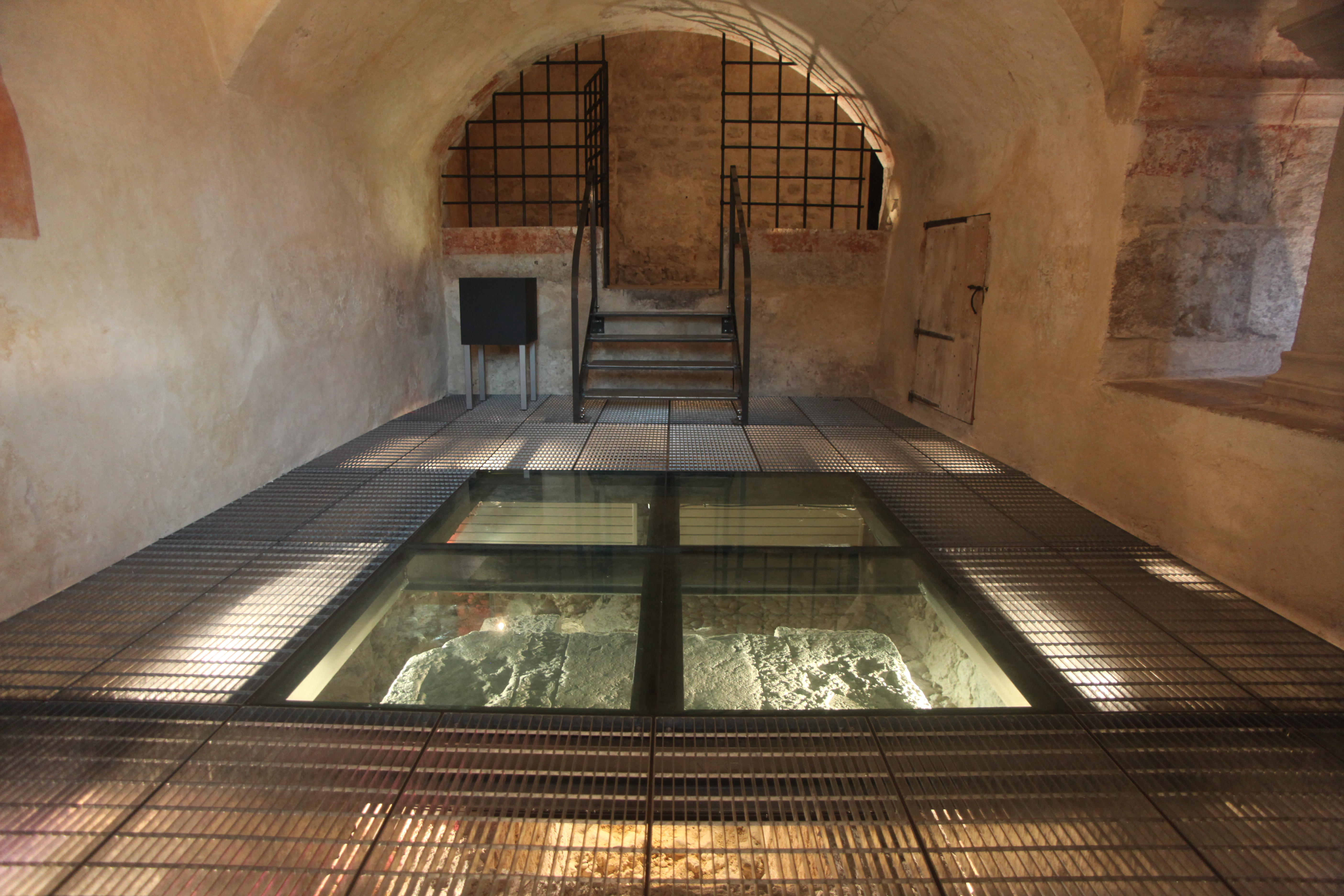
Dans la chapelle de Claude Venet.
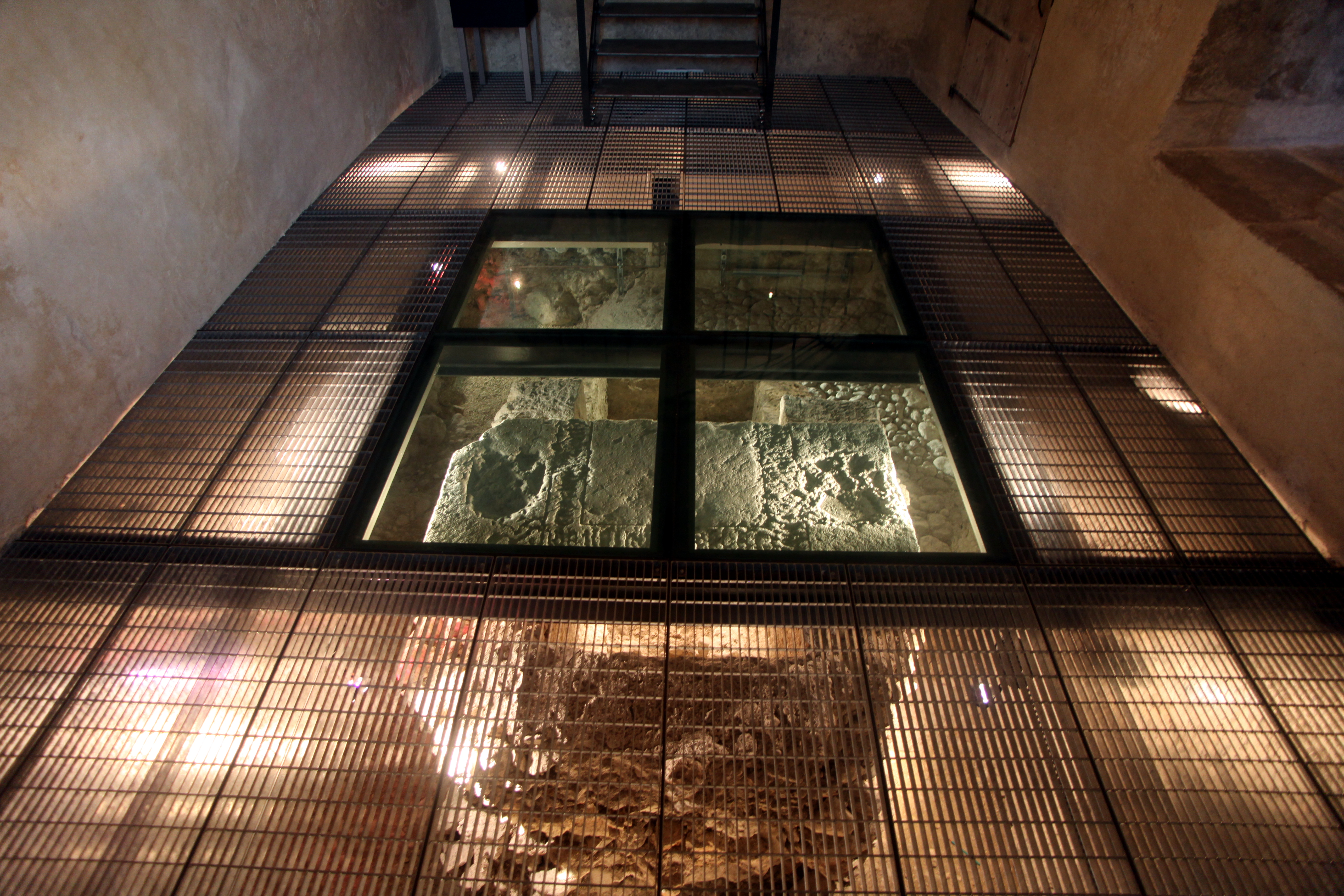
Dans la chapelle de Claude Venet.
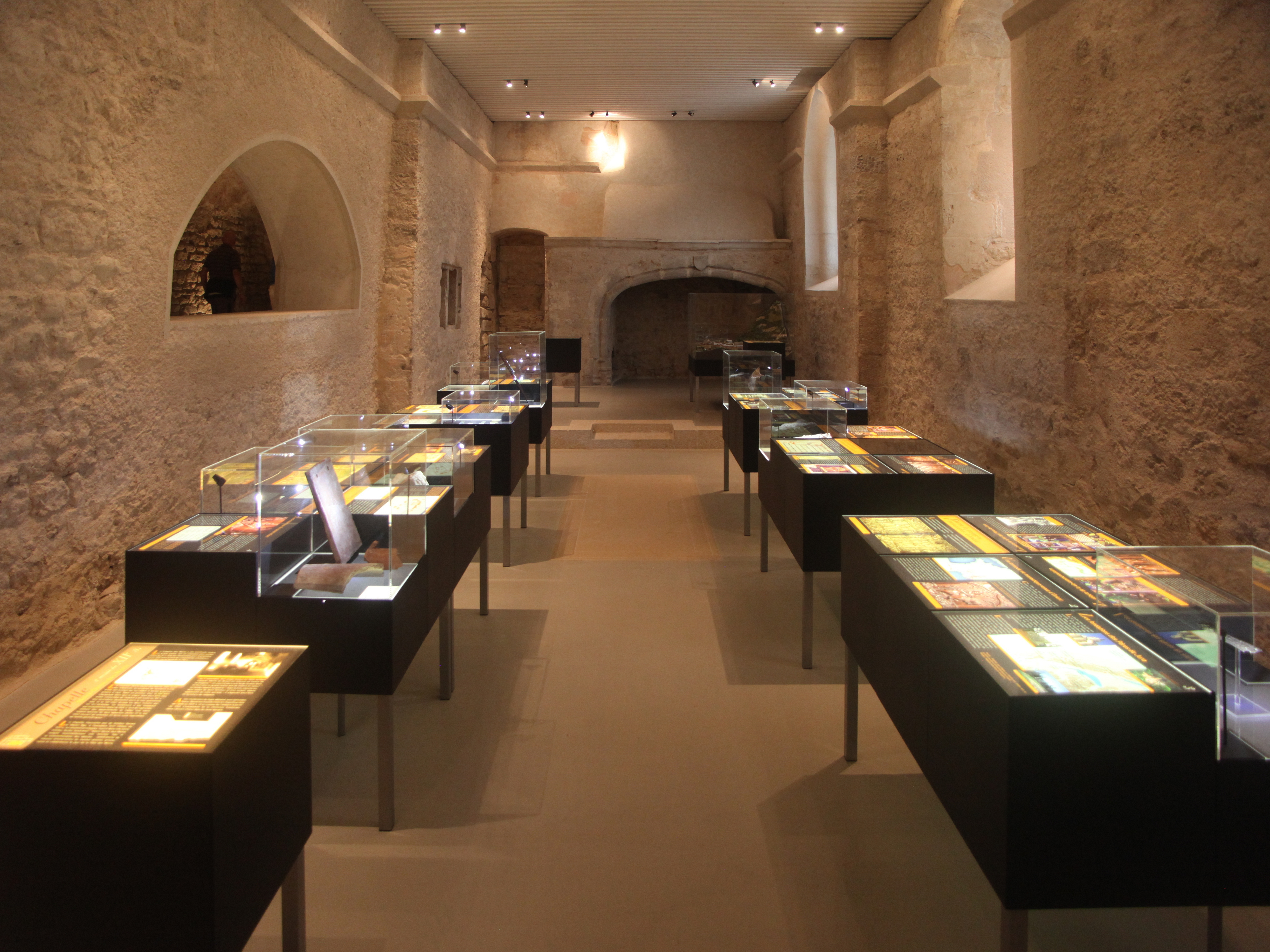
Chapelle Notre-Dame-des Morts.
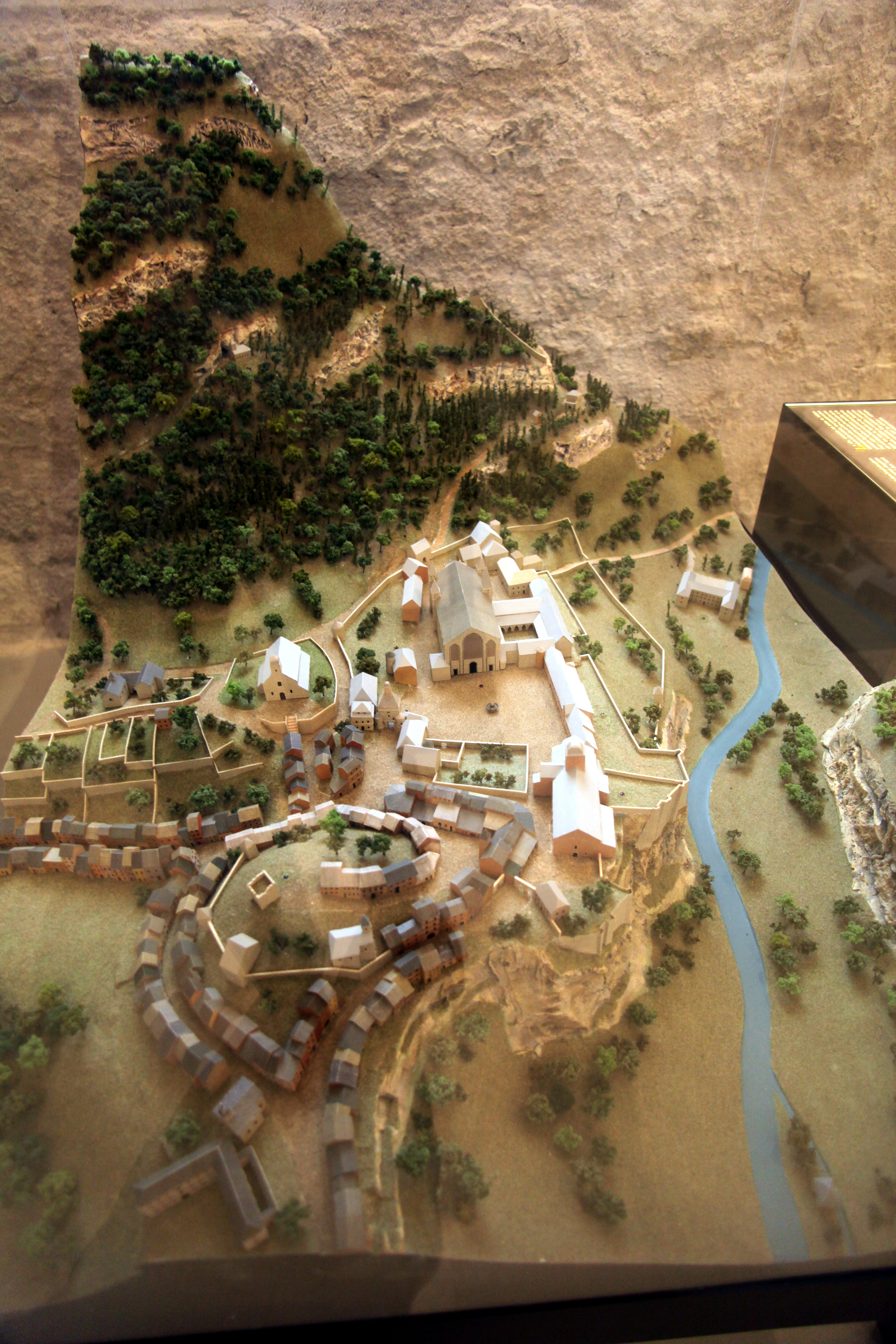
Maquette de Saint-Claude.

Au 2e étage se trouvent les collections de peintures et de dessins issues des donations des artistes Guy Bardone et René Genis. Les 340 œuvres rassemblées par ces peintres couvrent une période allant de la fin du XIXe siècle à 1980 et sont essentiellement figuratives. On y trouve des œuvres signées Raoul Dufy, Félix Vallotton, Jean Puy, Paul Collomb et une salle est consacrée à Pierre Bonnard. Une autre salle rassemble des œuvres des peintres de la réalité poétique ainsi que de l'École de Paris (entre autres Joseph Pressmane). Enfin, une salle met en valeur les œuvres des deux peintres donateurs, Guy Bardone et René Genis.
Au 2e étage du musée se trouvent deux cabinets d'arts graphiques consacrés aux dessins, estampes et œuvres sur papier collectés par les donateurs, et/ou d'autres œuvres en fonction des expositions temporaires en cours au musée.
Des expositions temporaires sont consacrées à l'art moderne et contemporain.

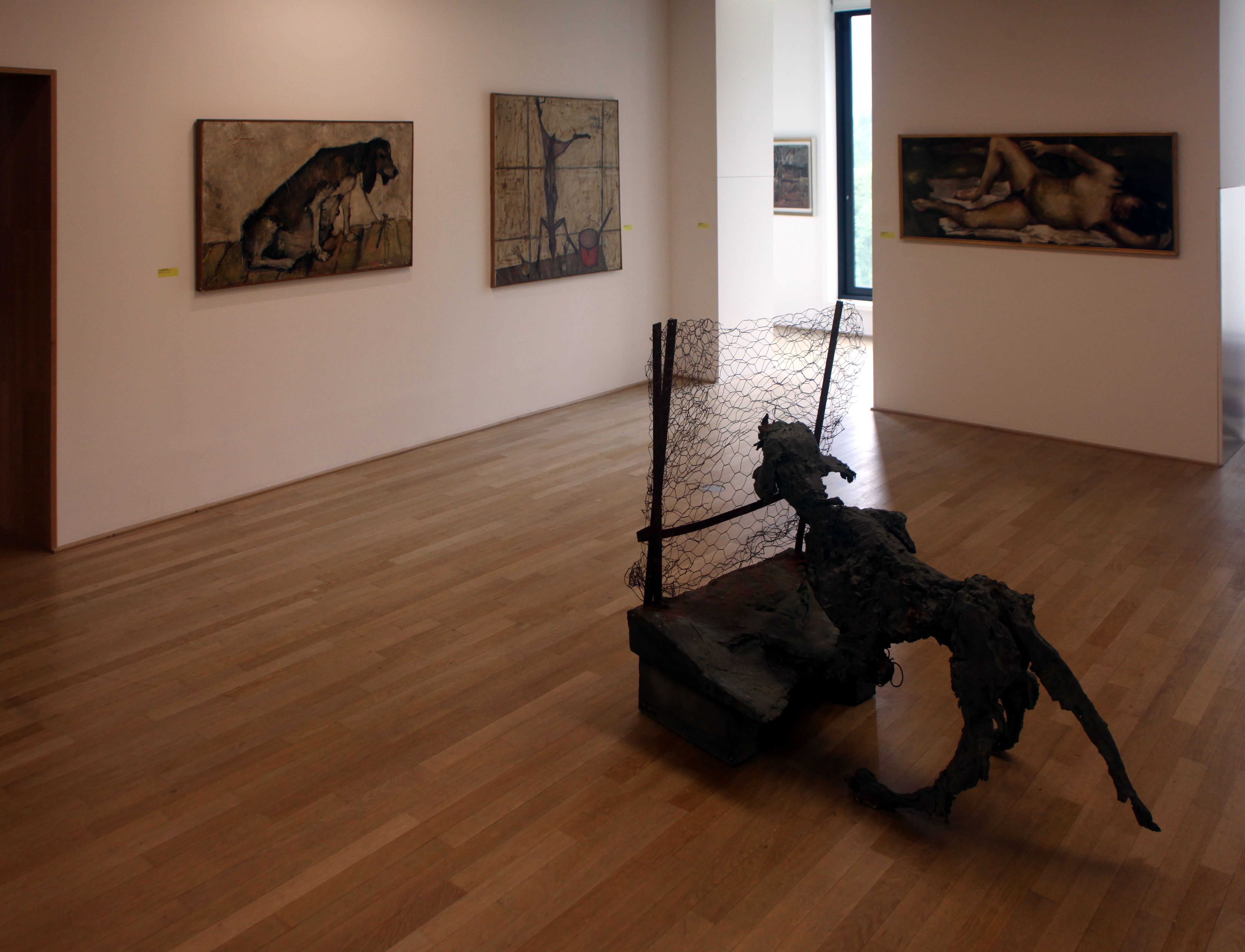
Dans les salles du musée.
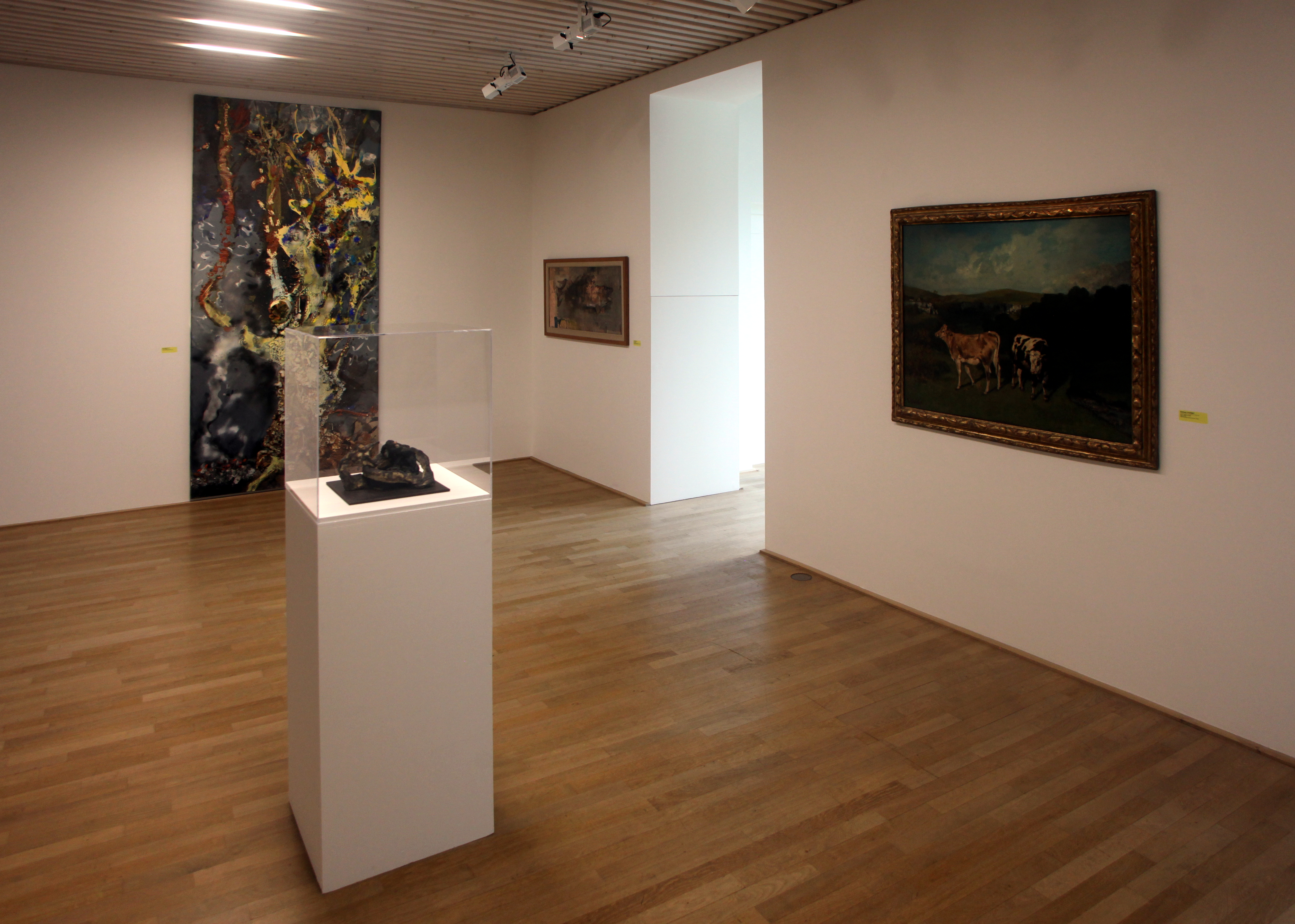
Dans les salles du musée.
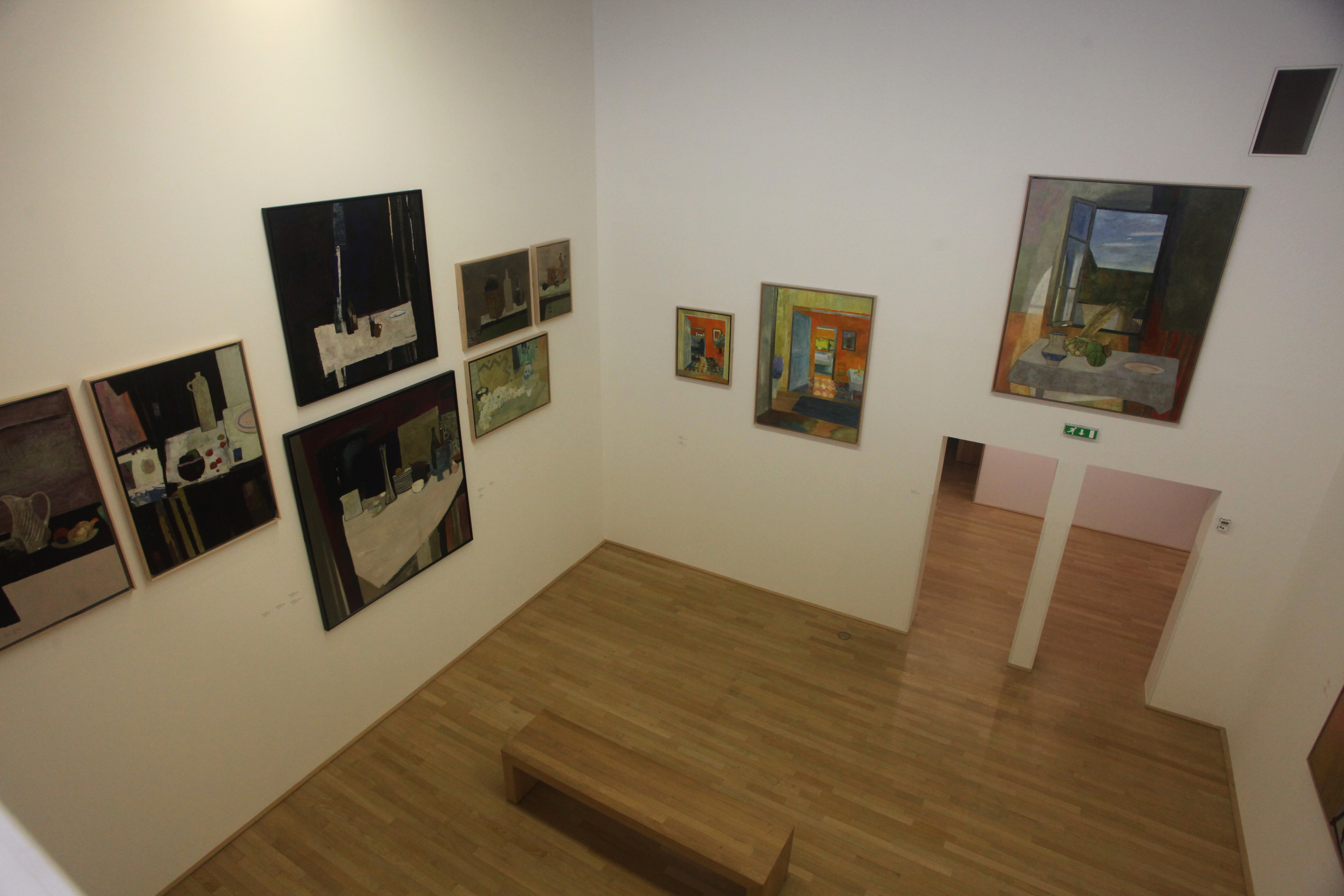
Dans les salles du musée.
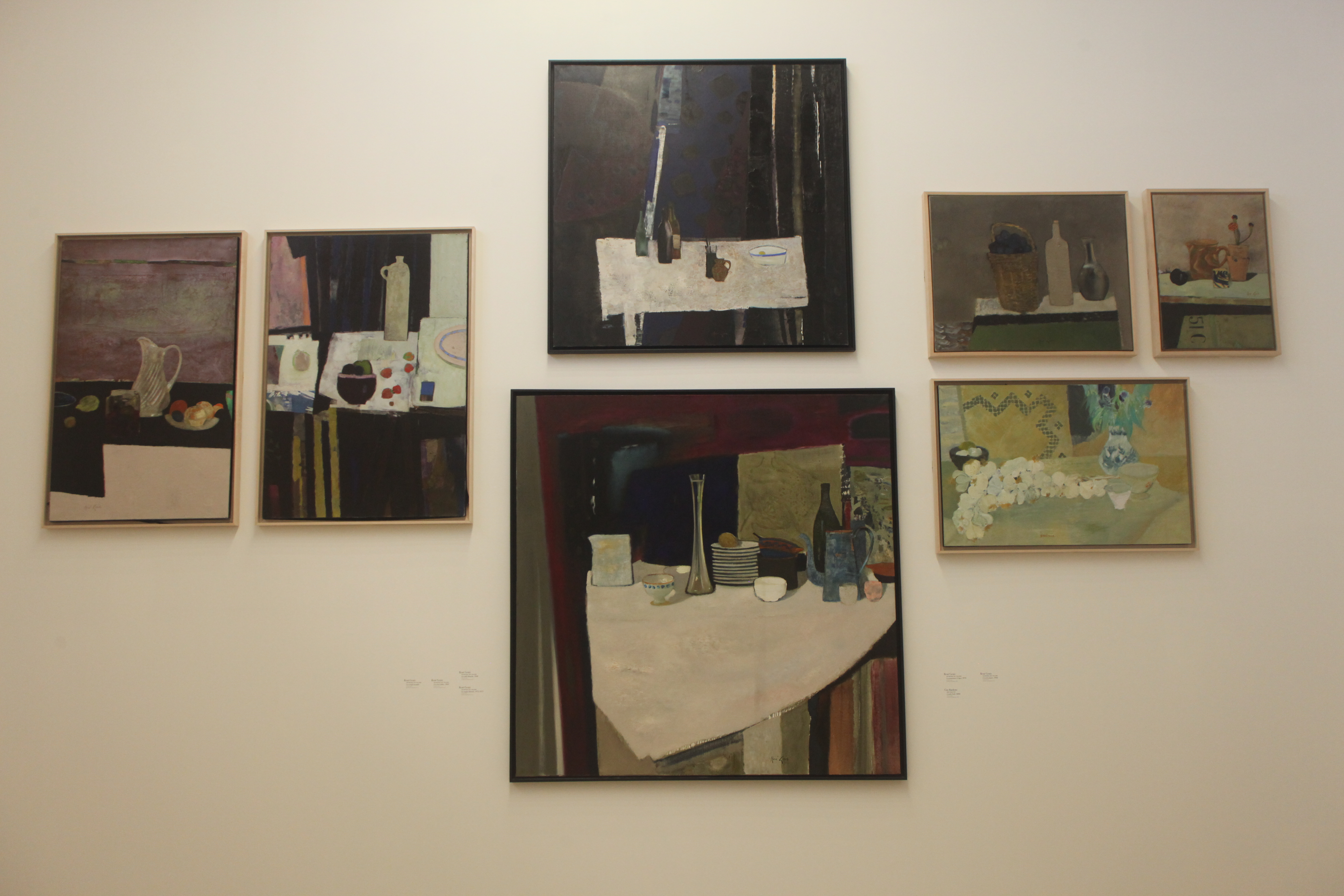
Dans les salles du musée.
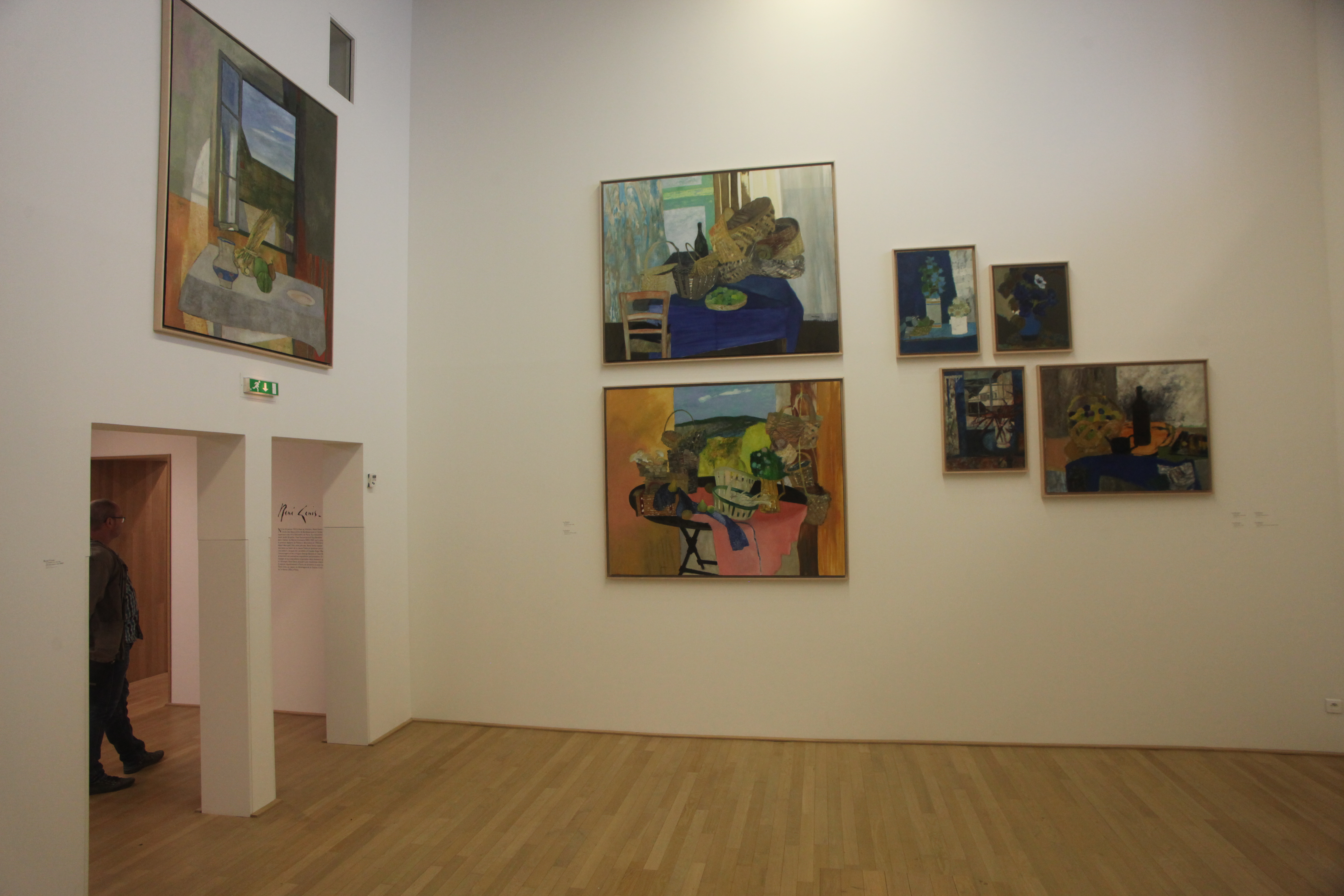
Dans les salles du musée.